# Jin Min-sub
Jin Min-sub (진민섭; 2 settembre 1992) è un astista sudcoreano, detentore dei record nazionali della disciplina.

## Record nazionali
- Salto con l'asta: 5,75 m ( Taebaek, 6 agosto 2009)

## Palmarès
| Anno | Manifestazione             | Sede       | Evento           | Risultato | Prestazione | Note                                     |
| ---- | -------------------------- | ---------- | ---------------- | --------- | ----------- | ---------------------------------------- |
| 2009 | Mondiali allievi           | Bressanone | Salto con l'asta | Oro       | 5,15 m      |                                          |
| 2009 | Giochi dell'Asia orientale | Hong Kong  | Salto con l'asta | 4º        | 4,80 m      |                                          |
| 2009 | Giochi asiatici indoor     | Hanoi      | Salto con l'asta | 8º        | 4,80 m      |                                          |
| 2010 | Mondiali juniores          | Moncton    | Salto con l'asta | 16º (q)   | 4,95 m      |                                          |
| 2011 | Campionati asiatici        | Kōbe       | Salto con l'asta | 6º        | 5,20 m      |                                          |
| 2011 | Universiadi                | Shenzhen   | Salto con l'asta | 7º        | 5,35 m      |                                          |
| 2012 | Campionati asiatici indoor | Hangzhou   | Salto con l'asta | nm        | nm          |                                          |
| 2013 | Campionati asiatici        | Pune       | Salto con l'asta | Bronzo    | 5,20 m      |                                          |
| 2013 | Mondiali                   | Mosca      | Salto con l'asta | 29º (q)   | 5,25 m      |                                          |
| 2013 | Giochi dell'Asia orientale | Tientsin   | Salto con l'asta | 5º        | 5,15 m      |                                          |
| 2014 | Giochi asiatici            | Incheon    | Salto con l'asta | Bronzo    | 5,45 m      |                                          |
| 2015 | Campionati asiatici        | Wuhan      | Salto con l'asta | 9º        | 5,20 m      |                                          |
| 2015 | Universiadi                | Gwangju    | Salto con l'asta | 5º        | 5,30 m      |                                          |
| 2015 | Giochi mondiali militari   | Mungyeong  | Salto con l'asta | Oro       | 5,40 m      |                                          |
| 2018 | Giochi asiatici            | Giacarta   | Salto con l'asta | 5º        | 5,40 m      |                                          |
| 2019 | Campionati asiatici        | Doha       | Salto con l'asta | 4º        | 5,61 m      | Miglior prestazione personale stagionale |
| 2019 | Mondiali                   | Doha       | Salto con l'asta | 25º (q)   | 5,45 m      |                                          |
| 2021 | Giochi olimpici            | Tokyo      | Salto con l'asta | 19º (q)   | 5,50 m      |                                          |